# Liste der denkmalgeschützten Objekte in Púchov
Die Liste der denkmalgeschützten Objekte in Púchov enthält die 13 nach slowakischen Denkmalschutzvorschriften geschützten Objekte in der Gemeinde Púchov im Okres Púchov.

## Denkmäler
| Foto |                 | Denkmal / č. ÚZPF                       | Standort / Konskr. Nr.                               | Offizielle Beschreibung            | Beschreibung                                                | Metadaten                                                                  |
| ---- | --------------- | --------------------------------------- | ---------------------------------------------------- | ---------------------------------- | ----------------------------------------------------------- | -------------------------------------------------------------------------- |
| ja   | Datei hochladen | Kirche(sk) ObjektID: 308-718/0          | Standort KG: Horné Kočkovce Konskr.Nr.:              | r.k.Všetkých svätých               | römisch-katholische Kirche Allerheiligen                    | č. NKP: 308-718/0 Stand des NKP: 2012-02-28 Name: KOSTOL                   |
| ja   | Datei hochladen | Kapelle(sk) ObjektID: 308-766/0         | Standort KG: Horné Kočkovce Konskr.Nr.:              |                                    |                                                             | č. NKP: 308-766/0 Stand des NKP: 2012-02-28 Name: KAPLNKA                  |
| ja   | Datei hochladen | Kapelle(sk) ObjektID: 308-767/1         | Standort KG: Púchov Konskr.Nr.:                      | r.k.P.M.                           | römisch-katholische Kapelle Jungfrau Maria                  | č. NKP: 308-767/1 Stand des NKP: 2012-02-28 Name: KAPLNKA                  |
| ja   | Datei hochladen | Sockel(sk) ObjektID: 308-767/2          | Standort KG: Púchov Konskr.Nr.:                      | kaplnka na ceste                   | Kapelle neben der Straße mit Sockel                         | č. NKP: 308-767/2 Stand des NKP: 2012-02-28 Name: SOCHA                    |
|      | Datei hochladen | Höhenburg(sk) ObjektID: 308-2224/1      | KG: Púchov Konskr.Nr.:                               | neskúmané                          | nicht untersucht                                            | č. NKP: 308-2224/1 Stand des NKP: 2012-02-28 Name: HRADISKO VÝŠINNÉ        |
|      | Datei hochladen | Burgrest(sk) ObjektID: 308-2230/1       | KG: Púchov Konskr.Nr.:                               | neskúmané;Hrádok Skala             | nicht untersucht, Burg Skala                                | č. NKP: 308-2230/1 Stand des NKP: 2012-02-28 Name: HRADISKO                |
| ja   | Datei hochladen | Kirche(sk) ObjektID: 308-764/1          | Moravská ul. 0 Standort KG: Púchov Konskr.Nr.: 1488  | ev.a.v.                            | evangelische Kirche                                         | č. NKP: 308-764/1 Stand des NKP: 2012-02-28 Name: KOSTOL                   |
| ja   | Datei hochladen | Gedenkparrhof(sk) ObjektID: 308-764/2   | Moravská ul. 11 Standort KG: Púchov Konskr.Nr.: 687  | ev.a.v.;Roy,Komenský               | evangelische Pfarrei, für Roy, Comenius                     | č. NKP: 308-764/2 Stand des NKP: 2012-02-28 Name: FARA PAMÄTNÁ             |
| ja   | Datei hochladen | Gedenktafel I(sk) ObjektID: 308-764/3   | Moravská ul. 11 Standort KG: Púchov Konskr.Nr.: 687  | Roy Vladimír;1885–1936,básnik,kňaz | für den Schriftsteller und Pfarrer Vladimír Roy (1885–1936) | č. NKP: 308-764/3 Stand des NKP: 2012-02-28 Name: TABUĽA PAMÄTNÁ I.        |
| ja   | Datei hochladen | Gedenktafel II(sk) ObjektID: 308-764/4  | Moravská ul. 11 Standort KG: Púchov Konskr.Nr.: 687  | Komenský J.A.;1592-1670            | an Johann Amos Comenius (1592-1670)                         | č. NKP: 308-764/4 Stand des NKP: 2012-02-28 Name: TABUĽA PAMÄTNÁ II.       |
| ja   | Datei hochladen | ? - Werkstatt(sk) ObjektID: 308-10055/0 | Mudroňova ul. 12 Standort KG: Púchov Konskr.Nr.: 552 | modrotlačiareň;Modrotlačiareň      | ?                                                           | č. NKP: 308-10055/0 Stand des NKP: 2012-02-28 Name: DIELŇA MODROTLAČIARSKA |
| ja   | Datei hochladen | Salzlager(sk) ObjektID: 308-10497/0     | Slobody nábr. 1 Standort KG: Púchov Konskr.Nr.: 522  | ;Župný dom                         | Kreishaus                                                   | č. NKP: 308-10497/0 Stand des NKP: 2012-02-28 Name: SKLAD SOLI             |
| ja   | Datei hochladen | Sockel(sk) ObjektID: 308-768/1          | Slobody nám. Standort KG: Púchov Konskr.Nr.:         | hruškovitý                         | birnenförmig                                                | č. NKP: 308-768/1 Stand des NKP: 2012-02-28 Name: PODSTAVEC                |
| ja   | Datei hochladen | Statue(sk) ObjektID: 308-768/2          | Slobody nám. Standort KG: Púchov Konskr.Nr.:         | sv.Ján Nepomucký a anjel           | hl. Johannes Nepomuk und der Engel                          | č. NKP: 308-768/2 Stand des NKP: 2012-02-28 Name: SOCHA                    |

## Legende
Die Tabelle enthält im Einzelnen folgende Informationen:
| Foto:                    | Fotografie des Denkmals. |
| Denkmal / č. ÚZPF:       | Die Übersetzung der Bezeichnung des Denkmals, wie sie vom Slowakischen Denkmalamt (Pamiatkový úrad Slovenskej republiky) verwendet wird. Die Originalbezeichnung ist unter dem Fragezeichen angegeben. Fehlt die Übersetzung, so wird die Originalbezeichnung direkt angezeigt. Weiters ist die Objekt-Identifikationsnummer (Objekt ID) angeführt. Sie ist die offizielle, in der Slowakei eindeutige Nummer č. ÚZPF inklusive der zugehörigen Zählnummer, wie sie in den Daten des Denkmalamtes angegeben wird. Da diese nur innerhalb eines Landkreises gezählt wird, ist dessen Nummer der Denkmalnummer vorangestellt. |
| Standort:                | Wenn in der Liste vorhanden, ist die Adresse angegeben. In Klammern kann sich noch eine zusätzliche Adresse befinden, wenn es beispielsweise ein Eckhaus ist. Bei freistehenden Objekten ohne Adresse (zum Beispiel bei Bildstöcken) ist eine Adresse angegeben, die in der Nähe des Objekts liegt. Durch Aufruf des Links Standort wird die Lage des Denkmals in verschiedenen Kartenprojekten angezeigt. Darunter sind die Katastralgemeinde (KG) und, wenn vorhanden, die Konskriptionsnummer (Konskr. Nr.) angegeben.                                                                                                   |
| Offizielle Beschreibung: | Es ist die Kurzbeschreibung auf Slowakisch, wie sie in den offiziellen Listen angegeben ist, eingetragen. |
| Beschreibung:            | Kurze Angaben zum Denkmal auf Deutsch. |
| Metadaten:               | Zusätzlich werden, wenn in den persönlichen Einstellungen das Helferlein Dauerhaftes Einblenden von Metadaten aktiviert ist, ebensolche angezeigt. |

- Karte mit allen Koordinaten:
- OSM |
- WikiMap